# Gaz de șist

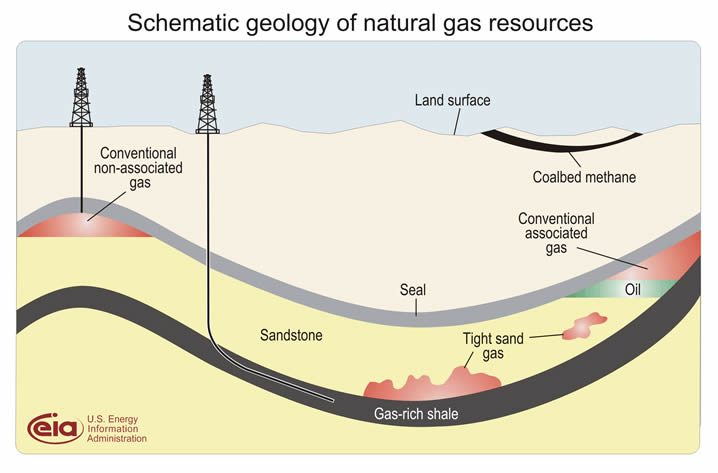

Gazul de șist este o denumire improprie a unei surse de gaz provenit prin aplicarea unui procedeu de eliberare de natură mecanică asupra rocii gazde (roca ce conține gazul). Denumirea improprie provine din faptul ca în literatura de specialitate în limba română nu s-a stabilit o echivalență (la nivel de vocabular) între rocile provenite prin acțiunea metamorfică incrementală asupra sedimentelor bogate în minerale argiloase. Echivalentul rocii metamorfice ce conține gazul este shale (lb. engleza) de unde provine și denumirea de shale oil. Nivelul de metamorfism (exprimat în termeni de temperatură și presiune) atins în rocile șistoase determina migrarea gazului (orice ar fi natura acestuia) și implicit nu favorizează acumularea gazului în acest tip de roci. Pentru a alinia terminologia la literatura și nomenclatura internațională vom referi acest tip de gaz in continuare ca gaz de shale. 

Răspândirea zăcămintelor de gaz de șist

Exploatarea acestui tip de zăcământ necesită o tehnologie mai complexă decât cea implicată în exploatarea gazelor convenționale, și are ca și caracteristică forarea oblică și orizontală pe distanțe mari. Din acest motiv această tipologie de zăcământ împreună cu tehnologia implicata pentru exploatarea sa mai este denumită și neconvențională. Tehnicile de foraj au fost puse la punct și aplicate inițial în Statele Unite, unde deja există peste 50 de mii de puțuri de mică adâncime. 
Succesul obținut a determinat aplicarea tehnicii și în alte zone unde acest tip de zăcământ este prezent.  Deja Canada a identificat gaze de shale depozite similare în Apalași și în Columbia Britanică . În Europa Polonia deține cele mai mari zăcăminte de gaze de shale, fiind estimate la 5.300 de miliarde de metri cubi . In Ucraina rezervele de gaz de șist se ridică la cel puțin 30 de trilioane de metri cubi .

## Bilanțul emisiilor de gaze cu efect de seră
Cantității de CO2 rezultată din combustia gazului trebuie să i se adauge CO2 rezultat din petrolul folosit pentru construcția și funcționarea puțurilor, ca și pierderile de metan în atmosferă în timpul extracției și transportului.
În conformitate cu un articol de Robert Howarth de la Universitatea Cornell, publicat în Climatic Change Letters, pe baza datelor disponibile din partea EPA (Agenția pentru Protecția Mediului, S.U.A.) și a industriei americane a gazului însuși, amprenta de carbon din gazul de șist este mai rea decât cea a puțurilor convenționale. Într-adevăr, fiecare puț pierde de la 3,6% la 7,9% din gazul său în atmosferă (de la 30 până la 200% mai mult decât pentru un puț convențional). Același studiu propune să nu se mai aplice acestui metan pierdut în atmosferă indicele de potențial de încălzire globală (GWP) reținut de către al patrulea raport al IPCC (Grupul interguvernamental de experți în evoluția climei), adică de 72 de ori potențialul de încălzire al CO2 pe o perioadă de 20 de ani, ci indicele propus în 2009 de către Drew Shindell de la NASA, mai ridicat cu 23% în medie, deoarece integrează interacțiunile climatice ale gazelor cu efect de seră (GES) cu aerosolii particulari ai aerului. În acest caz, amprenta în echivalent CO2 a unui puț de gaz de șist, în 20 de ani, ar fi cu de la 20 până la 50% mai ridicată decât dacă s-ar utiliza cărbune pentru a produce aceeași cantitate de energie.

## Controverse asupra impactului asupra mediului și bilanțul acestuia
Preocupările oficiale pentru impactul asupra mediului și asupra sănătății indus de fracturarea hidraulică apar în 2010, mai precis prin EPA, care – la cererea guvernului american – a decis să studieze acest impact „asupra apelor potabile și a sănătății publice” și prin publicarea unei prime sinteze în revista American Scientist, dar se pare că deja, după trei ani de utilizare, s-au constatat în S.U.A. mai multe „scăpări” importante de gaz în mediul înconjurător și contaminarea pânzelor freatice superficiale cu gaz și fluide de fracturare (după Institutul Francez al Petrolului, din cauza unui defect de cimentare a părții superioare a forajului). Congresul american a rezervat în 2010 un buget pentru aceste chestiuni și EPA a încredințat propriului Birou de Cercetare și Dezvoltare (Office of Research and Development – ORD) un studiu stiințific de lansat în 2011, după ateliere de lucru și consultări de experți (între iunie-septembrie 2011) și apelul public la expertiză privind efectele posibile ale fracturării hidraulice asupra resurselor de apă potabilă. EPA prevede evaluarea studiului de către experți neutri. Manifestații ale cetățenilor și ale asociațiilor au avut loc în diverse țări, opunându-se acestui mod de extracție, ca și folosirii continue a energiilor fosile.